# The Damned
The Damned, considerat el responsable d'iniciar el moviment punk al Regne Unit al costat de bandes com Sex Pistols i The Clash, és un grup de punk i més tard també de rock gòtic format a Londres, el 1976.
Va ser la primera banda punka anglesa en llançar un senzill (New Rose), treure un àlbum (Damned, Damned, Damned), i recórrer els Estats Units. La música dels seus començaments (més o menys entre 1976 i 1980) i en especial l'estil de bateria de Rat Scabies van ser una gran influència per a la creació de l'hardcore punk als Estats Units. The Damned han estat considerats també com uns dels fundadors del rock gòtic.
El grup s'ha separat i reagrupat moltes vegades i només el vocalista Dave Vanian s'ha mantingut constant en cada alineació. Tanmateix, les alineacions sempre han inclòs o bé al guitarrista Captain Sensible o bé al bateria Rat Scabies.

## Història

### Antecedents
Els membres originals del grup Dave Vanian (David Lett), Captain Sensible (Raymond Burns) i Rat Scabies (Chris Millar), havien estat membres del grup Masters of the Backside, en el que també constava Chrissie Hynde, futura integrant de The Pretenders.
El guitarrista original del grup, Brian James (Brian Robertson) havia estat membre del grup London SS, banda que mai no es va presentar en viu però que tenia entre els seus membres a músics com Mick Jones i Paul Simonon que més tard arribaria a la fama en grups com The Clash, Tony James a Generation X, i Casino Steel i Matt Dangerfield ambdós en The Boys. Rat Scabies va intentar formar part del grup, però va ser rebutjat.

### Formació i primers èxits
The Damned es van presentar per primera vegada el 6 de juliol de 1976, al costat dels Sex Pistols, al 100 Club. Van treure seu reeixit senzill New Rose el 22 d'octubre del mateix any en col·laboració amb Stiff Records, i el 18 de febrer de 1977 van treure el seu primer àlbum Damned, Damned, Damned, que contenia la cançó "I Feel Alright", una adaptació de la cançó "1970" de The Stooges, entre altres petits hits.
Després del seu èxit inicial amb Stiff Records, van signar diversos acords que van fracassar amb sorprenent regularitat amb discogràfiques com Chiswick, Bronze, i Big Beat. El març de 1977, The Damned va encetar un concert de Marc Bolan i T. Rex durant l'últim tour de Bolan. Va ser llavors quan van reclutar el seu segon guitarrista, Dl. Edmunds; aquesta decisió potser es va prendre per adoptar el so de guitarra dual de MC5, i possiblement va ser promoguda de Brian James per mantenir Captain Sensible tocant el baix, evitant així que li fes ombra.
El grup, amb aquesta nova alineació, va intentar contractar a Syd Barrett perquè produís el seu segon àlbum Music for Pleasure però no va tenir èxit. Al final van contractar com a productor a Nick Mason, també membre de Pink Floyd, que segons ells va estar generalment desinteressat durant el projecte. Addicionalment, l'àlbum va comptar amb la presència del saxofonista de free-jazz Lol Coxhill. Music for Pleasure va fracassar entre els crítics i el públic en general.

### Finals dels 70'
Brian James, que fins llavors era el compositor del grup, es va retirar el 1978. El grup es va separar donant lloc a una sèrie de projectes independents amb poc impacte comercial. Aviat The Damned van tornar a agrupar-se, culpant James pel seu declivi i separació, presentant-se primer com The Dimmed i després com The Doomed per evitar possibles problemes de marca registrada.
Captain Sensible llavors va canviar el baix per la guitarra, i el sintetitzador. Després d'un curt període amb Lemmy Kilmister de Hawkwind i Motörhead com a baixista per a les demos d'estudi, van aconseguir com a baixista a Algy Ward, antic membre de The Saints. El grup va gravar més demos, i van arribar a un acord amb Chiswick Records que els va permetre tornar a l'estudi per gravar un altre àlbum. Van llançar una sèrie de senzills que van donar lloc a l'àlbum Machine Gun Etiquette; per a llavors Sensible es va convertir en el principal compositor del grup.
Amb l'arribada de Ward, el grup va treballar amb una millor secció rítmica. La forma de cantar de Vanian es va expandir dels crits barítons dels primers àlbums del grup a un estil suau, tipus gòtic. The Damned es van fer un espai propi amb un estil melòdic fosc que de vegades era ràpid i bulliciós, i altres vegades relaxat, amb èmfasi als teclats. Estaven gravant Machine Gun Etiquette als estudis Essex al mateix temps que The Clash anava a gravar London Calling. Joe Strummer i Mick Jones van intervenir -sense crèdit- en la cançó del mateix nom.
Malgrat que els seus discos rara vegada estaven disponibles als Estats Units, The Damned tenien molts seguidors en aquest país. A partir de la seva gira de 1977, van servir d'inspiració a molts grups de Nova York i Los Angeles. Els tempos ràpids de moltes de les seves cançons del període entre Machine Gun Etiquette i Strawberries (incloent "Ignite", "There Ain't No Sanity Clause" i "Therapy") van influir a grups que més tard tocarien hardcore punk.
The Damned van ser el primer grup punk anglès en tocar als Estats Units, van donar dos concerts en el mític CBGB de Nova York (que veié néixer a The Ramones i Talking Heads, entre d'altres), dos a Boston, dos a Los Angeles i dos a San Francisco.

### Fase gòtica
Virtualment des de la formació del grup, Dave Vanian tenia una aparença vampiresca en escena, vestit formalment i amb el seu rostre pintat amb maquillatge blanc. Després de gravar The Black Album, The Damned van assumir una estètica semblant a la de la subcultura gòtica. Van emfatitzar el rol de Vanian a la banda sobre el de Sensible (qui es dedicava a fer pallassades), i la seva secció rítmica en certa manera va modificar la seva característica imatge punk. En aquell moment, Ward havia deixat el grup, i va ser reemplaçat per Paul Gray. En aquest punt, van començar a usar més el sintetitzador i la guitarra acústica.
Van llançar l'àlbum Strawberries (incloent en la seva alineació al teclista Roman Jugg) el 1982, i addicionalment una sèrie de senzills independents entre 1983 i 1984. Captain Sensible va estar en un últim concert amb el grup a Brockwell Park abans de separar-se per seguir una carrera de solista. En conseqüència, Jugg va ser el nou guitarrista, i sense la presència de Captain Sensible, la influència gòtica de Vanian dins del grup va augmentar.
The Damned van firmar un contracte amb MCA, donant lloc al reeixit àlbum Phantasmagoria. D'altra banda, el seu següent àlbum, Anything (1986), va ser un altre fracàs comercial, que va acabar amb el contracte del grup amb la discogràfica. No obstant això, el senzill "Eloise" es va convertir en un èxit al Regne Unit i també MCA va incloure una cançó del grup ("In Dulce Decorum") a la banda sonora oficial de Miami Vice (1987).

### Anys recents

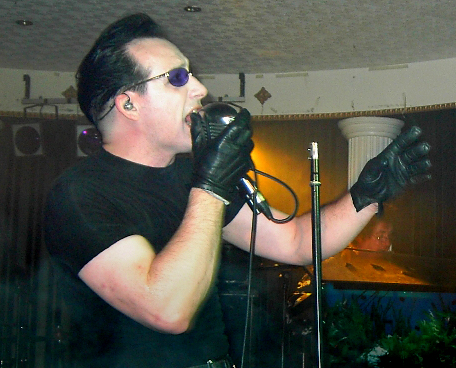
Dave Vanian amb The Damned l'agost de 2006.

Brian James va tornar al grup durant algunes presentacions en viu, algunes de les quals apareixen a l'àlbum Final Damnation (1988).
Durant la dècada de 1990, dos grups populars van fer covers de les seves cançons: Guns N' Roses va interpretar New Rose per al seu àlbum The Spaghetti Incident? de 1993, i The Offspring van interpretar Smash it up per a la banda sonora de Batman Forever. Els dos àlbums van ser àmpliament distribuïts, i van donar a conèixer la música de The Damned a una audiència més jove, no familiar amb el grup.
El 1993 es va formar una nova alineació en el grup, amb Scabies, Vanian, els guitarristes Kris Dollimore, i Alan Lee Shaw, i el baixista Moose Harris (el 1995). Van realitzar gires regularment durant prop de dos anys per a promoure el seu nou àlbum, Not of This Earth. Quan l'àlbum per fi va sortir al mercat, The Damned van tornar a separar-se, en part com a resultat d'una sèrie de batalles legals: Vanian i Sensible van acusar Scabies de llançar Not of This Earth sense autorització adequada.
El 1996, Sensible es va ajuntar de nou amb Vanian i van formar una nova alineació per a The Damned. Aquesta alineació al principi comptava amb el baixista Paul Gray, qui més tard va ser reemplaçat per Patrícia Morrison, exmembre de The Bags, The Gun Club, i The Sisters Of Mercy. El 2001, van llançar l'àlbum aclamat Grave Disorder, després del qual van realitzar constantment gires musicals. Des de llavors, Morrison (qui va deixar el grup per dedicar-se a la seva família) va ser reemplaçada per Stu West.
El 2008 van gravar un àlbum doble "So, who's is paranoid? ", demostrant estar en plena forma. En 2012 celebraren la gira del seu 35è aniversari.
En 2020 llançaren el disc EP, The Rockfield Files amb quatre cançons enregistrades als estudis Rockfield de Monmouth Gal·les durant 2019.
L'octubre de 2022 llançaren el disc de llarga durada A Night Of A Thousand Vampires (Live In London), amb disset cançons.
L'abril de 2023 llançaren el disc Darkadelic amb dotze cançons.

## Membres

### Membres actuals
- Dave Vanian - veu, theremín (1976-1978, 1978-actualitat)
- Captain Sensible guitarra (1978-1984, 1989, 1996-actualitat); baix (1976-1978)
- Monty Oxy Moron - teclat (1996-actualitat)
- Stu West - baix (2005-actualitat)
- Pinch Von Pinching - bateria (1999-actualitat)

### Exmembres
- Gary Holton - veu (1978)
- Henry Badowski - baix (1978)
- Brian James - guitarra (1976-1978, 1989)
- Lu Edmunds - guitarra (1977-1978)
- Kris Dollimore - guitarra (1993-1996)
- Allan Lee Shaw - guitarra (1993-1996)
- Rat Scabies − bateria (1976-1977, 1978-1996)
- Dave Berk - bateria (1977)
- Jon Moss - bateria (1977-1978)
- Garrie Dreadful - bateria (1996-1999)
- Spike Smith - bateria (1999)
- Algy Ward - baix (1978-1980, 1989)
- Paul Gray - baix (1980-1983)
- Bryn Merrick - baix (1983-1989)
- Paul Shepley - teclat (1985-1989)
- Jason "Moose" Harris - baix (1993-1996)
- Patricia Morrison - baix (1996-2005)
- Roman Jugg - teclat (1981-1989) guitarra (1984-1989)

Van ser molts músics els que van passar per aquesta banda.

### Col·laboradors
- Lemmy Kilmister - baix (1978)
- Robert Fripp - guitarra (1990)
- Lol Coxhill - saxòfon (1977)

## Discografia
La següent llista conté només els àlbums d'estudi del grup.
- Damned Damned Damned (25 de febrer de 1977)
- Music For Pleasure (18 de novembre de 1977)
- Machine Gun Etiquette (2 de novembre de 1979)
- The Black Album (20 d'octubre de 1980)
- Strawberries (1 d'octubre de 1982)
- Phantasmagoria (15 de juliol de 1985)
- Anything (5 de desembre de 1986)
- Not Of This Earth (11 de novembre de 1995)
- Grave Disorder (21 d'agost de 2001)
- So, Who's Paranoid? (28 d'octubre de 2008)
- Evil Spirits (2018)
- Darkadelic (2023)